# Epeolus fasciatus
Epeolus fasciatus är en biart som beskrevs av Heinrich Friese 1895. Epeolus fasciatus ingår i släktet filtbin, och familjen långtungebin. Inga underarter finns listade i Catalogue of Life.